# Gratitude
 Gratitude ist ein Jazzalbum von Cassie Kinoshi’s Seed. Die 2023 im Southbank Centre, Purcell Room, London, (sowie ergänzend in den Livingston Studios, London) bzw. im Total Refreshment Centre, London, im April 2021 entstandenen Aufnahmen erschienen am 22. März 2024 auf International Anthem.

## Hintergrund
Im März 2023 brachte die Komponistin, Arrangeurin und Altsaxophonistin Cassie Kinoshi im Londoner Southbank Centre eine in Auftrag gegebene Musiksuite in der Konzerthalle Purcell Room zur Uraufführung. Sie schrieb das Stück „Gratitude“ (deutsch Dankbarkeit) für ihr mittelformatiges Ensemble Seed in einer erweiterten Besetzung, zu der auch der Turntablist NikNak und Mitglieder des London Contemporary Orchestra (LCO) gehörten.
Kinoshi hatte zuvor – neben ihrer Arbeit mit Seed – für Orchester, zeitgenössischen Tanz, Filmmusik, Projekte in der Bildenden Kunst und Theater gearbeitet, mit Kooperationspartnern wie der London Sinfonietta, dem Philharmonia Orchestra und dem London Symphony Orchestra. Diese Erfahrungen flossen in die Arbeit bei Gratitude ein, mit der strukturellen und dynamischen Flexibilität ihres großen Ensembles, das musikalische Bereiche von Groove-fokussierter modaler Melancholie bis hin zu hymnischen Blechbläser- und Streicherthemen abdeckt, heißt es in den Liner Notes; handwerklich stehe es in der Tradition von Jazz-Arrangeuren wie Mary Lou Williams, Oliver Nelson und Carla Bley.
Die Suite Gratitude ist  21 Minuten und 33 Sekunden lang (zusätzliche Aufnahmen entstanden November 2023 in den Livingston Studios, London). Des Weiteren enthält das Album als letzten Titel „Smoke in the Sun“, der bereits 2021 separat aufgenommen wurde und ebenfalls von philharmonischen Ausdrucksformen geprägt ist.

## Titelliste
1. I 4:58
2. II 4:03
3. Interlude I 1:40
4. III – Sun through My Window 3:41
5. Interlude II 2:23
6. IV 4:45
7. Smoke in the Sun 5:36

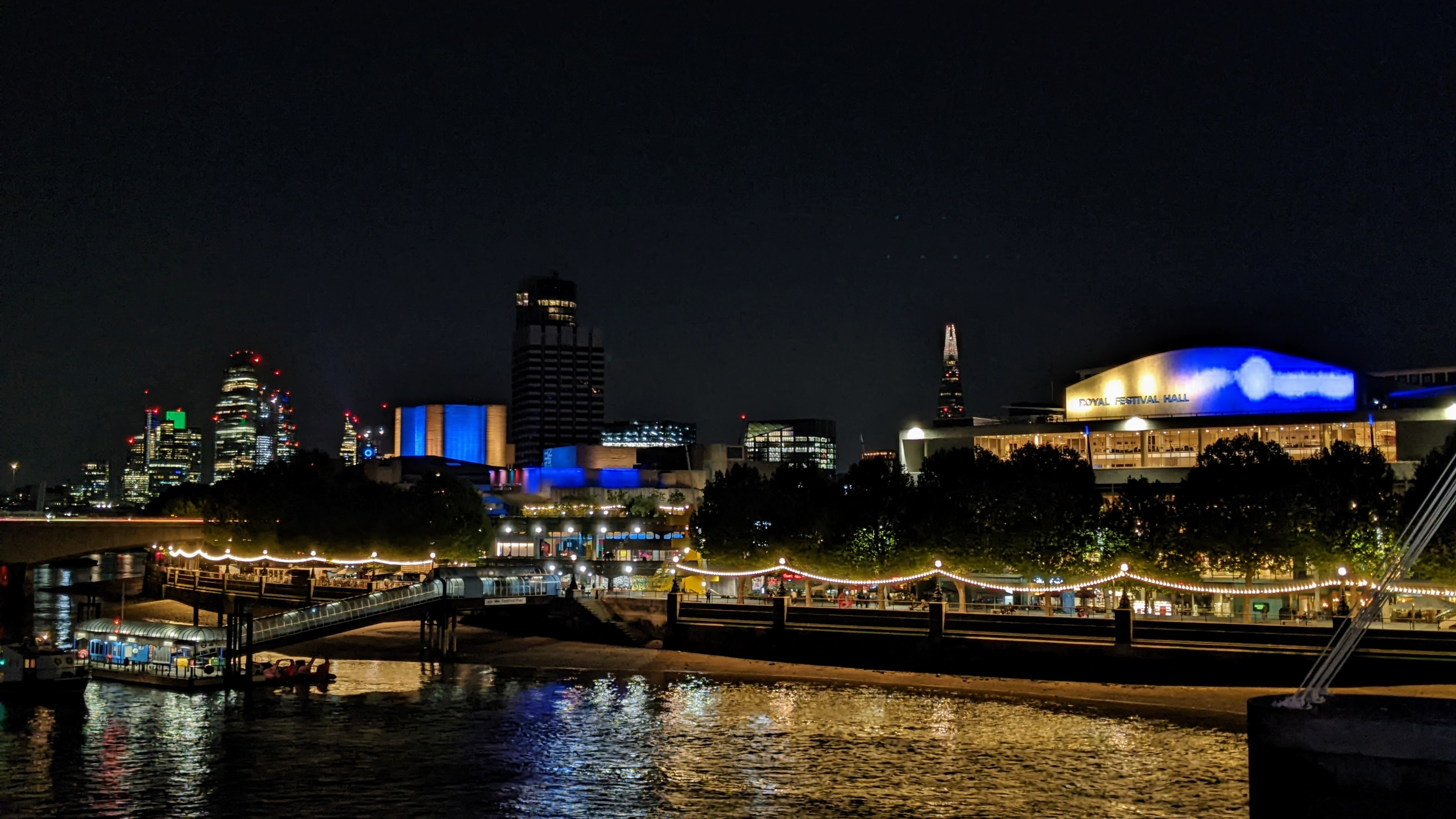
Das Southbank Centre, Ort der Aufnahmen, 2022 in den Farben der ukrainischen Flagge erleuchtet, aus Solidarität mit der Ukraine

Die Kompositionen stammen von Cassie Kinoshi.

## Rezeption
Die aufstrebende Londoner Komponistin, Arrangeurin und Altsaxophonistin Cassie Kinoshi habe eine Nominierung für den Mercury Prize als Leiterin des SEED Ensembles erhalten, zu dessen Mitgliedern auch Namen wie Theon Cross und Chelsea Carmichael gehören, schrieb Chris DeVille in Stereogum. Die ersten beiden Segmente des Albums, „I“ und „II“, würden Jazz und Klassik auf epische, zutiefst emotionale Weise vermischen. Aus dem Indie-Rock-Kontext betrachtet, vermittle diese Musik den epischen Schwung des Post-Rock. Man müsse sich aber nicht wirklich in irgendeinem Genre zurechtfinden, um diese Musik schätzen zu lernen. Es sei bemerkenswertes Material – überlebensgroß, aber auch irgendwie intim und persönlich.
Kinoshis Auftragssuite, die ein Spektrum von Musikern vom London Contemporary Orchestra bis zum Turntablist NikNak vereine, sei immer atemberaubend, schrieb Dave Sumner in Daily Bandcamp. Mal eine Flut wunderschöner Harmonien, mal die zartesten melodischen Keime nährend, führe Kinoshi das Ensemble zu einem Favoriten für das Album des Jahres 2024.

## Besetzung
- Tracks 1–6 (Gratitude Suite, Southbank Centre, Purcell Room, London)

Cassie Kinoshi – Altsaxophon und Komposition; NikNak – Plattenspieler; Jack Banjo Courtney – Trompete 1; Joseph Oti-Akenteng – Trompete 2; Deji ljishakin – Tenorsaxophon; Joe Bristow – Posaune; Hanna Mbuya – Tuba; Maria Chiara Argirò – Piano: Shirley Tetteh – Gitarre; Karl Onibuje – Kontrabass; Rio Kai – Kontrabass; Patrick Gabriel-Boyle – Schlagzeug; Clare Bennett – Flöte; Alastair Penman – Klarinette und Bassklarinette; Ellie Consta – Violine 1; Gillon Cameron – Violine 2; Jordan Bergmans – Bratsche; James Douglas – Cello.
- Track 7 (Smoke in the Sun, Total Refreshment Centre, London)

Cassie Kinoshi – Altsaxophon; Jack Banjo Courtney – Trompete 1; Sheila Maurice-Grey – Trompete 2; Deji ljishakin – Tenorsaxophon; Joe Bristow – Posaune; Hanna Mbuya – Tuba; Deschanel Gordon – Piano; Shirley Tetteh – Gitarre; Rio Kai – Kontrabass; Patrick Gabriel-Boyle – Schlagzeug.